# Чо Инчхоль
Чо Инчхоль (кор. 조인철; 4 марта 1976) — южнокорейский дзюдоист полусредней весовой категории, выступал за сборную Южной Кореи в середине 1990-х — начале 2000-х годов. Бронзовый призёр летних Олимпийских игр в Атланте, серебряный призёр Олимпийских игр в Сиднее, двукратный чемпион мира, чемпион Азиатских игр, обладатель двух серебряных медалей чемпионатов Азии, двукратный чемпион Восточноазиатских игр, серебряный призёр летней Универсиады в Фукуоке, победитель многих турниров национального и международного значения.

## Биография
Чо Инчхоль родился 4 марта 1976 года.
Первого серьёзного успеха на взрослом международном уровне добился в 1995 году, когда попал в основной состав корейской национальной сборной и побывал на чемпионате Азии в Нью-Дели, откуда привёз награду серебряного достоинства, выигранную в полусредней весовой категории — в решающем поединке потерпел поражение от японца Макото Такимото, будущего олимпийского чемпиона. Кроме того, будучи студентом, отправился на летнюю Универсиаду в Фукуоке, где тоже стал серебряным призёром, проиграв в финале другому представителю Японии Кадзунори Куботе.
Благодаря череде удачных выступлений Чо удостоился права защищать честь страны на летних Олимпийских играх 1996 года в Атланте — в первых трёх поединках взял верх над своими соперниками, однако на стадии полуфиналов проиграл японцу Тосихико Коге. В утешительном поединке за третье место победил аргентинца Гастона Гарсию и получил таким образом бронзовую олимпийскую медаль. Также в этом сезоне выступил на азиатском первенстве в Хошимине, где снова стал серебряным призёром, уступив в финале представителю Узбекистана Владимиру Шмакову.
В 1997 году Чо Инчхоль в полусреднем весе одержал победу на домашних Восточноазиатских играх в Пусане и на чемпионате мира в Париже, где победил в финале олимпийского чемпиона из Франции Диамеля Бура. Год спустя был лучшим на Азиатских играх в Бангкоке, ещё через год добавил в послужной список бронзовую медаль, полученную на мировом первенстве в английском Бирмингеме — на стадии четвертьфиналов потерпел поражение от узбека Фархода Тураева. Находясь в числе лидеров дзюдоистской команды Южной Кореи, благополучно прошёл квалификацию на Олимпийские игры 2000 года в Сиднее — на пути к финалу одолел всех четырёх оппонентов, однако в итоге встретился со своим давним соперником Макото Такимото и вновь потерпел от него поражение, выиграв тем самым серебряную олимпийскую медаль.
После сиднейской Олимпиады Чо ещё в течение некоторого времени оставался в основном составе корейской национальной сборной и продолжал принимать участие в крупнейших международных турнирах. Так, в 2001 году в полусредней весовой категории он выиграл Восточноазиатские игры в Осаке и чемпионат мира в Мюнхене, где поборол в финале представлявшего Эстонию Алексея Будылина, действующего чемпиона Европы в этом весовом дивизионе. Вскоре по окончании этих соревнований принял решение завершить карьеру профессионального спортсмена, уступив место в сборной молодым корейским дзюдоистам.